# Agrotis signata
Agrotis signata là một loài bướm đêm trong họ Noctuidae.